# Carolin Birkmeyer
Carolin Birkmeyer (* 1988) ist eine ehemalige deutsche Nationalspielerin in der Boulespiel-Sportart Pétanque im Deutscher Boccia-, Boule- und Pétanque-Verband e.V. Sie war mehrfach deutsche Meisterin und Teilnehmerin bei Europa- und Weltmeisterschaften.

## Karriere
Birkmeyer spielt seit 2005 Boule und wurde bereits mehrfach in den Nationalkader berufen. Im September 2024 erklärte sie zusammen mit zwei anderen Nationalspielerinnen ihren Rücktritt aus der Nationalmannschaft. Sie spielte zunächst für den KfK Münster, den VFPS Osterholz-Scharmbeck und später für Düsseldorf sur place in der Pétanque-Bundesliga.
Im Frauen-Triplette gewann sie 2010 und 2014 und 2024 im Frauen Doublette jeweils die Bronzemedaille bei den Europameisterschaften.
Sie ist Rechtshänderin, spielt auf allen Spielpositionen (Pointeur, Milieu und Tireur) und spielt Kugeln mit dem Gewicht 680 Gramm bei 72 mm Durchmesser. Birkmeyer wird vom Kugelhersteller Obut gesponsert.
Im Jahr 2024 gelang es ihr – als erst zweite Frau seit dem Jahr 1984 – bei der 42. Austragung der Deutsche Meisterschaften im Tête-à-Tête eine Medaille zu erspielen.

## Erfolge

### International
- 2010: 3. Platz Europameisterschaft Frauen Triplette zusammen mit Susanne Fleckenstein, Muriel Hess und Indra Waldbüßer[5]
- 2011: Teilnahme an der Weltmeisterschaft
- 2013: Teilnahme an der Weltmeisterschaft
- 2014: 3. Platz Europameisterschaft Frauen Triplette zusammen mit Muriel Hess, Laura Schneider und Indra Waldbüßer
- 2015: Teilnahme an der Weltmeisterschaft[6]
- 2024: 3. Platz Europameisterschaft Frauen Doublette zusammen mit Anna Lazaridis
- 2024: Teilnahme an der Europameisterschaft (Triplette, Tir)[7]

### National
(Quelle:)
- 2008: 1. Platz Deutsche Meisterschaft Frauen Triplette zusammen mit Ilda Brahm und Daniela Thelen
- 2009: 3. Platz Deutsche Meisterschaft Frauen Triplette zusammen mit Ilda Brahm und Daniela Thelen
- 2011: 3. Platz Deutsche Meisterschaft Frauen Triplette zusammen mit Judith Berganski und Indra Waldbüßer
- 2012: 3. Platz Deutsche Meisterschaft Frauen Triplette zusammen mit Muriel Hess und Indra Waldbüßer
- 2012: Deutscher Vereinsmeister mit dem VFPS Osterholz-Scharmbeck
- 2013: 1. Platz Deutsche Meisterschaft Frauen Triplette zusammen mit Muriel Hess und Indra Waldbüßer
- 2014: 1. Platz Deutsche Meisterschaft Frauen Triplette zusammen mit Muriel Hess und Indra Waldbüßer
- 2014: 3. Platz Deutsche Meisterschaft Doublette mixte zusammen mit Jan Garner
- 2014: 3. Platz bei den deutschen Vereinsmeisterschaften mit dem VFPS Osterholz-Scharmbeck
- 2015: 3. Platz Deutsche Meisterschaft Frauen Triplette zusammen mit Ann-Kathrin Hartel und Muriel Hess
- 2019: 2. Platz Deutsche Meisterschaft Frauen Triplette zusammen mit Anna-Maria Bohnhoff und Ewelina Eckl
- 2023: 3. Platz Deutsche Meisterschaft Doublette mixte zusammen mit Philipp Niermann
- 2023: 1. Platz Deutsche Meisterschaften Tir de Precision Frauen
- 2024: 3. Platz Deutsche Meisterschaften Tête-à-Tête